# Thomas Shaughnessy, 1. Baron Shaughnessy

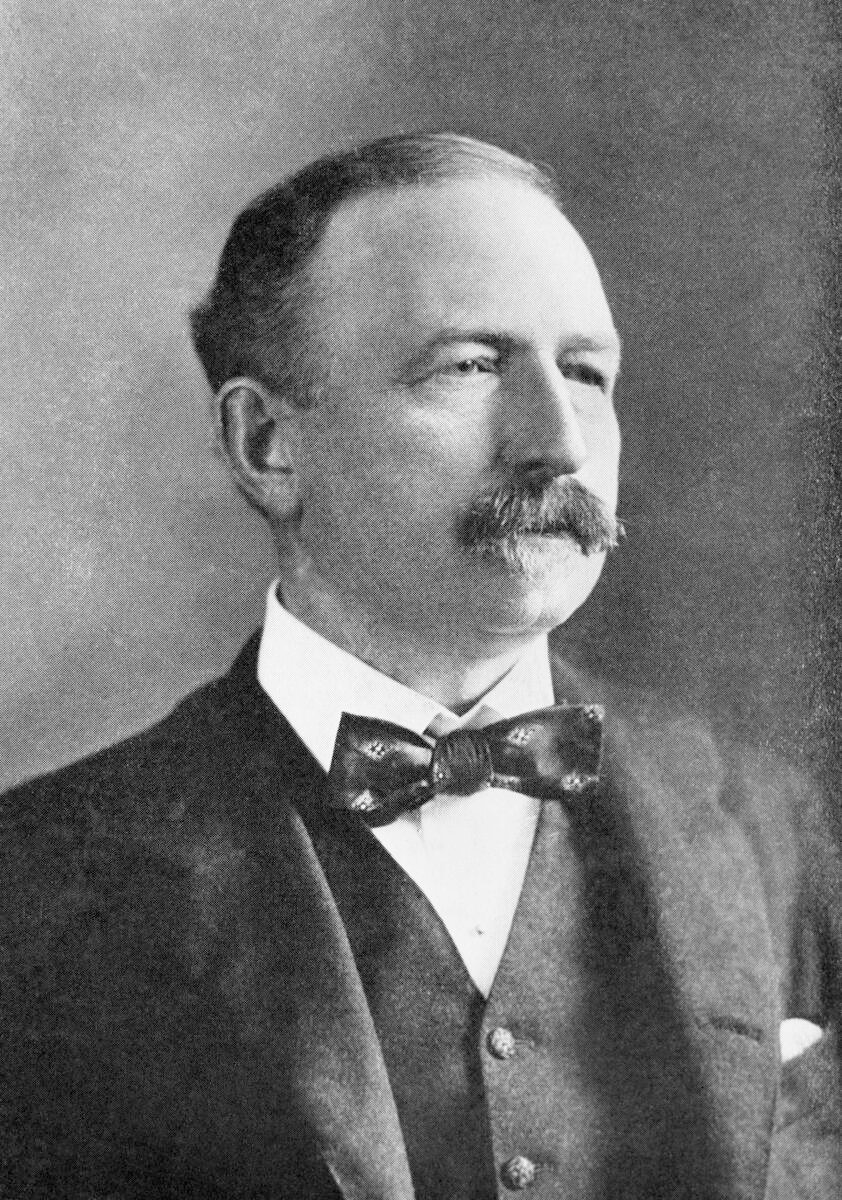
Thomas George Sahugnessy, etwa 1910

Thomas George Shaughnessy, 1. Baron Shaughnessy, KCVO (* 6. Oktober 1853 in Milwaukee, Wisconsin, Vereinigte Staaten; † 10. Dezember 1923 in Montreal, Québec, Kanada) war ein amerikanisch-kanadischer Eisenbahnverwalter, der aus bescheidenen Verhältnissen als Angestellter und Buchhalter bei der Milwaukee and St. Paul Railroad (einem Vorgänger der Chicago, Milwaukee, St. Paul and Pacific Railroad) hervorging und schließlich Präsident der Canadian Pacific Railway wurde, den er von 1899 bis 1918 innehatte. In Anerkennung seiner Leitung der Canadian Pacific Railway und ihrer Beiträge zur Kriegsanstrengung während des Ersten Weltkriegs erhielt Shaughnessy 1916 die britische Peerwürde als Baron Shaughnessy.

## Leben
Shaughnessy wurde am 6. Oktober 1853 in Milwaukee, Wisconsin, geboren. Er war der Sohn des irischen Katholiken Tom Shaughnessy (1818–1903), „einem der schlauesten Detektive und Streifenpolizisten“ des frühen Milwaukee Police Department, und seiner Frau Mary Kennedy (1826–1905). Sein Vater wurde in Ashford, in Killeedy, County Limerick, Irland, Vereinigtes Königreich Großbritannien und Irland, geboren, und wie seine Frau kam er vor der großen Hungersnot um 1840 in die Vereinigten Staaten.
Shaughnessy besuchte kurzzeitig das Spencerian Business College of Milwaukee, begann jedoch im Alter von 16 Jahren bei der Milwaukee and St. Paul Railroad zu arbeiten, zunächst als Angestellter in der Einkaufsabteilung, dann als Buchhalter.
1875 wurde er Adjutant des 1. Regiments der Wisconsin State Militia. Im selben Jahr wurde er für den Third Ward, der damals überwiegend irisch-amerikanischer Abstammung war, in das Milwaukee Common Council gewählt. Er wurde von 1875 bis 1882 wiedergewählt und war im letzten Jahr President of the Council.
1880 ernannte ihn William Cornelius Van Horne, der neue Generaldirektor der nun Chicago, Milwaukee and St. Paul Railway genannten Eisenbahn, zum Generaleinkäufer. Nach einem Bericht von Shaughnessy und zwei Kollegen über die besten Praktiken der Lagerabteilungen anderer großer Eisenbahnen und der Empfehlung, die Praktiken der Eisenbahngesellschaft selbst zu ändern, wurde Shaughnessy mit der Umsetzung der Änderungen bei der Milwaukee Road beauftragt.

### Kanadische Pazifikbahn
Shaughnessy kam im November 1882 nach Montreal, um als Generaleinkäufer für die Canadian Pacific Railway zu arbeiten. Bald darauf ließ er sich als britischer Untertan naturalisieren. Er wird von E. A. James, Van Hornes privatem Telegrafisten, als „modisch gekleideter, aufmerksamer junger Mann beschrieben, der einen Stock trägt und allgemein den Eindruck erweckt, das zu sein, was wir einen Energiebündel nennen.“ Der immer gut gekleidete Perfektionist Shaughnessy (der auch zwanghaft gewesen zu sein scheint; er war besessen von Sauberkeit, wusch sich jeden Tag mehrmals die Hände und weigerte sich als Präsident, einen Aufzug mit jemand anderem zu teilen) war für seine strenge Kostenkontrolle und eine akribische Prüfung von Einkäufen und anderen Ausgaben bekannt. Im Dictionary of Canadian Biography heißt es:
Shaughnessy hatte eine grundsätzlich pessimistische Sicht der menschlichen Natur. Er war davon überzeugt, dass Lieferanten, Vertragspartner, Spediteure, Arbeiter und alle anderen das Unternehmen betrügen würden, wenn sie die Gelegenheit dazu hätten. Ständige Wachsamkeit war unerlässlich. Alles musste in Übereinstimmung mit den zahlreichen Regeln und Vorschriften erfolgen, die er einführte. Er hatte Freude daran, selbst geringfügige Verstöße aufzuspüren und die Täter dann öffentlich zu demütigen, normalerweise schriftlich, um sicherzustellen, dass die Informationen dauerhaft in die Aufzeichnungen aufgenommen wurden. Sogar die vertrauenswürdigsten Vertragspartner und leitenden Angestellten des Unternehmens waren seinem Zorn ausgesetzt, wenn sie in ihren Bemühungen, notwendige Arbeiten rechtzeitig fertigzustellen, höhere Preise zahlten, als für angemessen erachtet wurde, oder wenn sie sein System auf andere Weise nicht befolgten.
Er verwaltete die Ausgaben außerdem, indem er die Zahlungen unter beliebigen Vorwänden so lange wie möglich hinauszögerte, soweit dies gesetzlich und praktisch zulässig war. In den meisten Geschichtsbüchern der Canadian Pacific Railway wird dieser Vorgehensweise eine Mitverantwortung dafür zugeschrieben, dass sie über Wasser bleiben konnte, insbesondere in den ersten Monaten des Jahres 1885, als der sehr schwierige Abschnitt der Linie entlang des Oberer See durch die Kreditwürdigkeit des Unternehmens finanziert wurde.
Shaughnessy wurde 1885 stellvertretender Generaldirektor der Canadian Pacific Railway und im September 1889 Assistent des Präsidenten. 1891 wurde Shaughnessy Direktor und Vizepräsident der Eisenbahngesellschaft. Am 12. Juni 1898 trat er die Nachfolge von Van Horne als Präsident an. Er ging sofort dazu über, die Finanzgeschäfte in der Konzernzentrale in Montreal zu zentralisieren, indem er die Kontrolle über Budget, Einnahmen und Zuweisungen zentralisierte und die operative Kontrolle an die Abteilungsleiter vor Ort übertrug; eine Politik, die er Van Horne schon seit einiger Zeit nahegelegt hatte. Er war ein großer Bewunderer von Van Horne und blieb seinem langjährigen Gönner für seine Freundschaft und Hilfe dankbar, äußerte sich jedoch offen über das, was er als Van Hornes Erbe an mangelnder systematischer Organisation und Verwaltung ansah.
Während des Kanadabesuchs des Dukes und der Duchess of Cornwall and York (später König Georg V. und Königin Mary) wurde er am 21. September 1901 als Knight Bachelor geadelt und führte fortan das Prädikat „Sir“. 1907 wurde er auch mit dem japanischen Orden des Heiligen Schatzes 2. Klasse sowie als Knight Commander des Royal Victorian Order (KCVO) sowie 1910 als Knight of Grace des Order of Saint John (KGStJ) ausgezeichnet.

### Die Canadian Pacific Railway unter Shaughnessys Präsidentschaft
Während seiner Präsidentschaft wurden die Dampfschiffverbindungen der Canadian Pacific, zunächst im Inland, dann von Vancouver nach Asien (die Empress Line) und dann transatlantisch, stetig erweitert und modernisiert, wodurch diese Eisenbahngesellschaft schließlich auch zu einem der größten Schifffahrtsunternehmen der Welt wurde. Um den Tourismus und den Passagierverkehr zu fördern, wurden von den Seeprovinzen bis Victoria neue oder bestehende Hotels, Chalets und Bergcamps im Besitz der Canadian Pacific Railway erweitert oder gebaut, die alle Shaughnessys akribischen Sauberkeitsstandards entsprachen. Die Canadian Pacific Railway unter Shaughnessy kontrollierte die Consolidated Mining and Smelting Company of Canada und die Crow’s Nest Pass Railway.
Unter Shaughnessys Regierung verdoppelte sich die Streckenlänge der Canadian Pacific Railway in Westkanada fast. Die Canadian Northern Railway und die Grand Trunk Railway beantragten und erhielten häufig Subventionen, um mit der politisch unpopulären Canadian Pacific Railway (die in ihren Anfangsjahren selbst von staatlichen Geld- und Landsubventionen profitiert hatte) konkurrieren zu können. Shaughnessy behauptete sich vor dem neu geschaffenen Board of Railway Commissioners und argumentierte erfolgreich, dass höhere Tarife in Westkanada durch die hohen Kosten gerechtfertigt seien, ein Argument, das das Board 1914 schließlich offiziell akzeptierte. Von ihm wurde gesagt: „Als Eisenbahnbetreiber hat [er] wahrscheinlich keinen Besseren auf diesem Kontinent, was so viel heißt wie, dass er auf diesem Gebiet weltweit keinen Vergleichbaren hatte.“

### Erster Weltkrieg
Bei Ausbruch des Ersten Weltkriegs unterstützte Shaughnessy den Krieg des British Empire energisch und stellte auch die Mittel der Canadian Pacific Railway zur Verfügung. Zu diesem Zeitpunkt war der ehemalige Milwaukeer „ein Imperialist unter den Imperialisten, ein überzeugter Anhänger von Monarch, Empire und Nation“ und hatte eine so britische Einstellung, dass ihm Berichten zufolge ein Kabinettsposten unter H. H. Asquith angeboten wurde (den er jedoch ablehnte). In Anerkennung seiner Arbeit zur Unterstützung der Kriegsanstrengungen wurde er am 25. Januar 1916 als Baron Shaughnessy, of the City of Montreal in the Dominion of Canada, and of Ashford in the County of Limerick, zum erblichen Peer der Peerage of the United Kingdom erhoben und wurde dadurch Mitglied des britischen House of Lords.
Der jüngere seiner beiden Söhne (beide kämpften als Offiziere der Canadian Expeditionary Force an der Westfront), Alfred Thomas, fiel am 31. März 1916 während seines Dienstes in Frankreich.
Shaughnessy trat 1918 von seinem Amt als Präsident der Canadian Pacific Railway zurück und begründete dies mit seiner nachlassenden Sehkraft. Er blieb bis zu seinem Tod Vorstandsvorsitzender.

### Tod
Shaughnessy starb am 10. Dezember 1923 nach einem Herzinfarkt am Vortag. Auf seinem Sterbebett wies er seinen Nachfolger als Leiter der Canadian Pacific Railway, Edward Wentworth Beatty, an: „Bewahren Sie den Besitz. Es ist ein großartiges kanadischer Besitz und ein großartiges kanadisches Unternehmen.“ Sein ältester Sohn, William James Shaughnessy, folgte ihm als zweiter Baron Shaughnessy. Er wurde auf dem Friedhof Notre Dame des Neiges in Montreal beigesetzt.

## Führung in Wirtschaft und Politik
Shaughnessy vertrat die Canadian Pacific Railway in den Vorständen großer Finanzinstitute, mit denen sie enge Geschäftsbeziehungen unterhielt, darunter der Bank of Montreal, der Royal Trust Company, der Accident Insurance Company of North America und der Guarantee Company of North America. Er stimmte mit dem Großteil der englischsprachigen kanadischen Unternehmenselite (darunter Ex-Amerikaner wie Van Horne und er selbst) darin überein, den Vorschlag der liberalen Regierung für ein gegenseitiges Freihandelsabkommen mit den Vereinigten Staaten abzulehnen, und wie die meisten von ihnen unterstützte er bei den Wahlen von 1911 nachdrücklich die konservative Opposition von Robert Borden, die Lauriers Liberale nach 15 Jahren an der Macht verdrängte. Als Shaughnessy forderte, „die Handelswege Kanadas nach Osten und Westen zu regeln“, wurde sofort darauf hingewiesen, dass diese Politik den finanziellen Interessen seiner Eisenbahn entspreche.

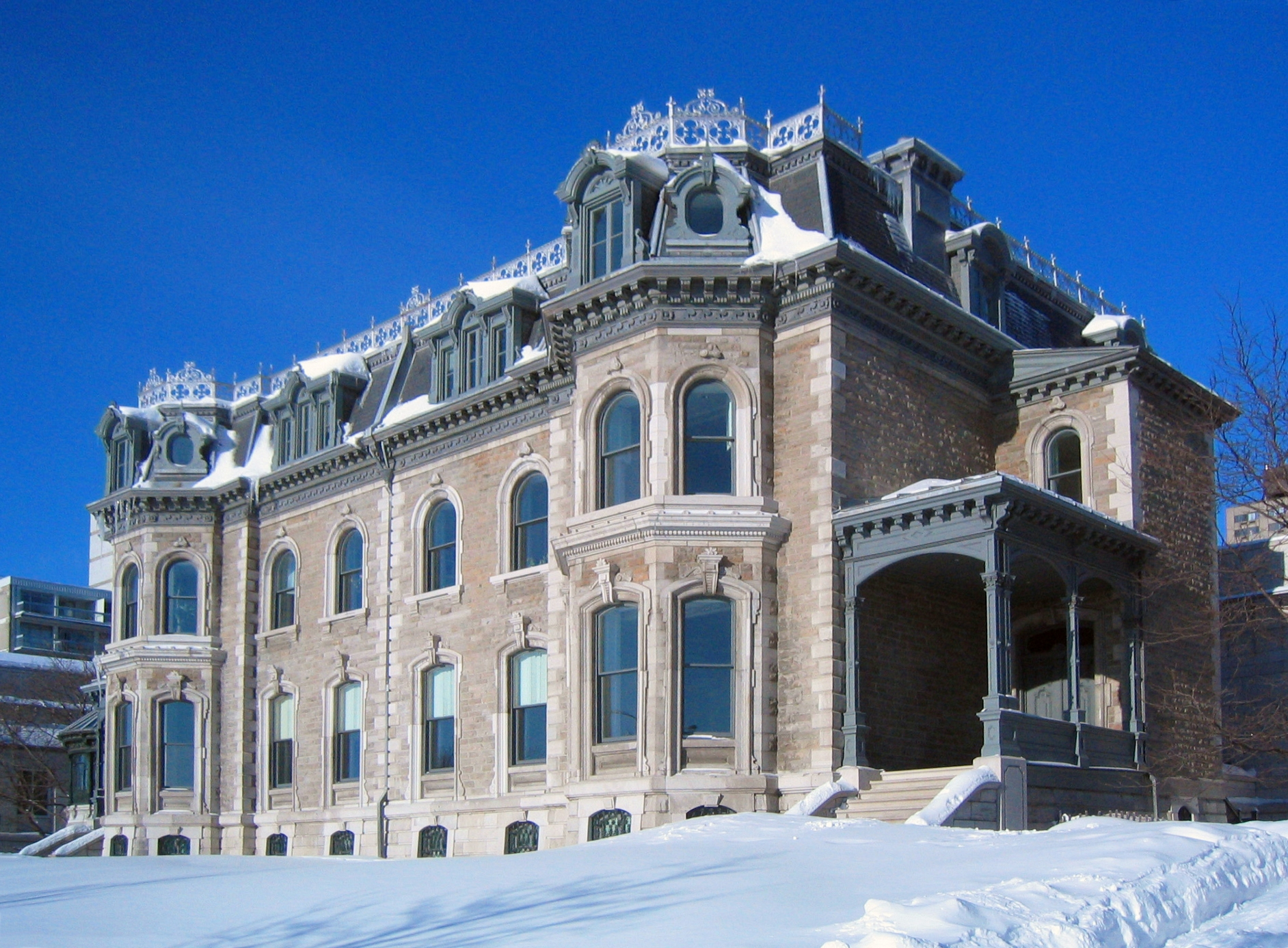

## Persönliches Leben und Vermächtnis
Shaughnessy House, sein Haus in Montreals Golden Square Mile, wurde 1876 von dem Montrealer Architekten William Thomas entworfen. Obwohl es im Vergleich zu seiner ursprünglichen Größe verkleinert wurde, wurde es 1974 zur National Historic Site of Canada erklärt und ist heute Teil des Canadian Centre for Architecture. Der umliegende Bezirk heißt Shaughnessy Village. Vancouvers prestigeträchtiges Viertel Shaughnessy ist ebenfalls nach ihm benannt.
Am 12. Januar 1880 hatte er in Milwaukee Elizabeth Bridget Nagle († 1937). Mit ihr hatte er fünf Kinder:
- Hon. Alice Josephine Shaughnessy (1880–1963), ⚭ 1911 Henry Wyndham Beauclerk (1869–1937);
- William James Shaughnessy, 2. Baron Shaughnessy (1883–1938) ⚭ 1911 Marion Graham († 1936);
- Hon. Alfred Thomas Shaughnessy (1887–⚔ 1916)[11] ⚭ 1912 Sarah Polk Bradford (1891–1955);
- Hon. Margueritte Kathleen Shaughnessy (1891–1958), nach ihr wurde das Küstenschiff SS Princess Marguerite der Canadian Pacific Railway benannt;[12]
- Hon. Edith Mary Shaughnessy (1892–1964), ⚭ 1914 Renê Martin Redmond († 1955).

Sein Sohn Alfred Thomas war der Vater des Autors und Produzenten Alfred Shaughnessy, der vor allem als Drehbuchautor für Das Haus am Eaton Place bekannt ist, und Vater des Regisseurs und Synchronsprechers David Shaughnessy und des Schauspielers Charles Shaughnessy (Zeit der Sehnsucht, Die Nanny), der seit 2007 5. Baron Shaughnessy ist.
Archives Canada verfügt über seine Papiere aus späteren Jahren beim Canadian Pacific Railway (1913–1922) sowie über andere Materialien im Zusammenhang mit der Familie, insbesondere dem zweiten Baron Shaughnessy. Sie werden im Glenbow Archives in Calgary, Alberta, aufbewahrt.
Shaughnessy war der Namensgeber des Stahldampfers Sir Thomas Shaughnessy, eines 6276 Tonnen schweren und 500 Fuß langen Frachtschiffs für die Großen Seen, das 1906 von der Detroit Shipbuilding Company in Wyandotte, Michigan, gebaut wurde. Das Schiff war im Besitz der Jenkins Steamship Company aus Cleveland, Ohio. Vor Eröffnung der Schifffahrtssaison 1936 wurde die Sir Thomas Shaughnessy an die Mohawk Navigation Company, Ltd. aus Montreal verkauft, die das Schiff für den Rest seiner Betriebszeit auf den Großen Seen betrieb. Der Dampfer wurde 1969 zum Abwracken verkauft.